# Bowdichia
Bowdichia är ett släkte av ärtväxter. Bowdichia ingår i familjen ärtväxter.
Kladogram enligt Catalogue of Life:
| Bowdichia | \| \| Bowdichia nitida \| \| \| \| \| \| Bowdichia virgilioides \| \| \| \| |
|           | \| \| Bowdichia nitida \| \| \| \| \| \| Bowdichia virgilioides \| \| \| \| |
|           | Bowdichia nitida                                                            |
|           |                                                                             |
|           | Bowdichia virgilioides                                                      |
|           |                                                                             |

## Bildgalleri

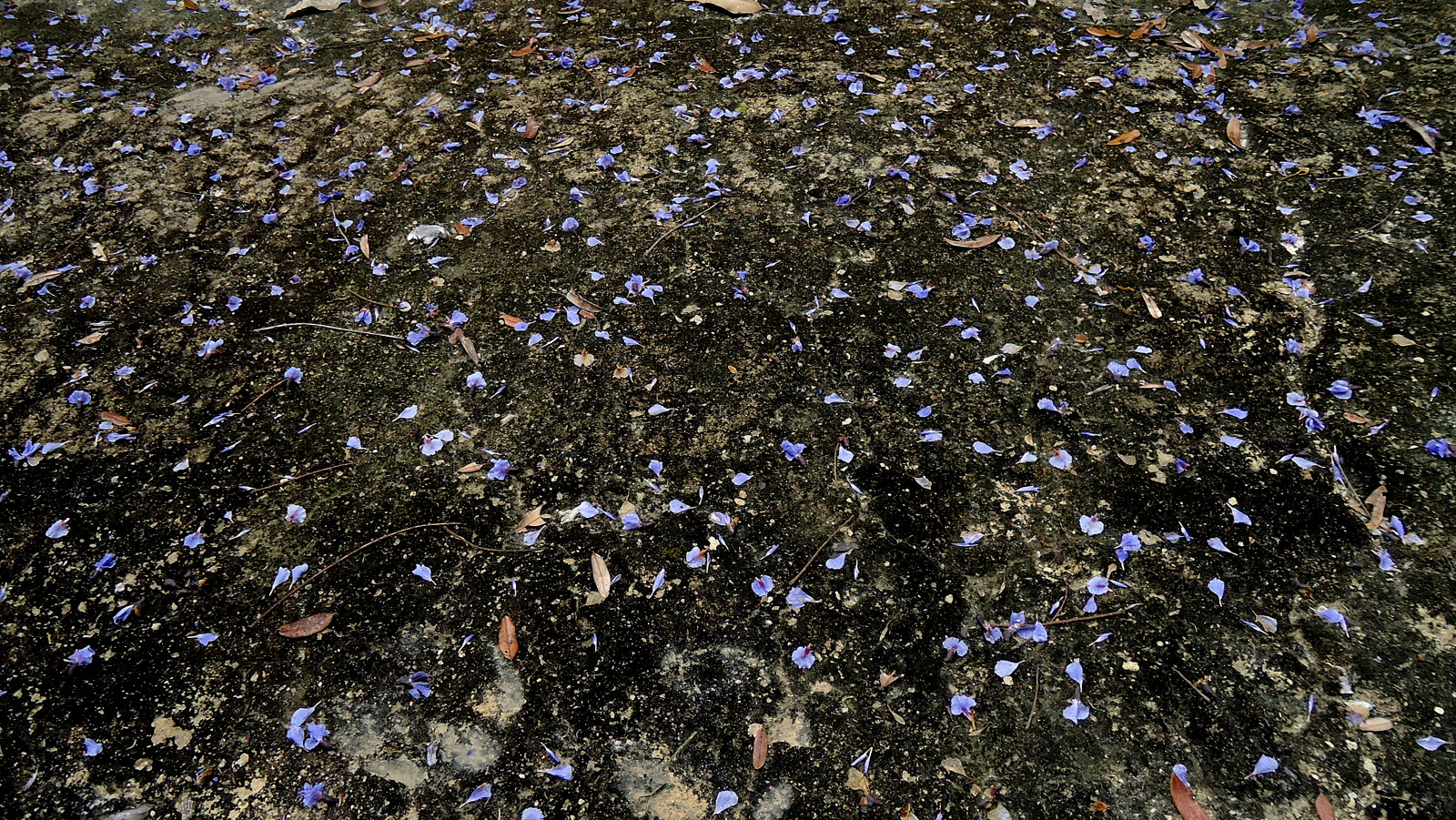
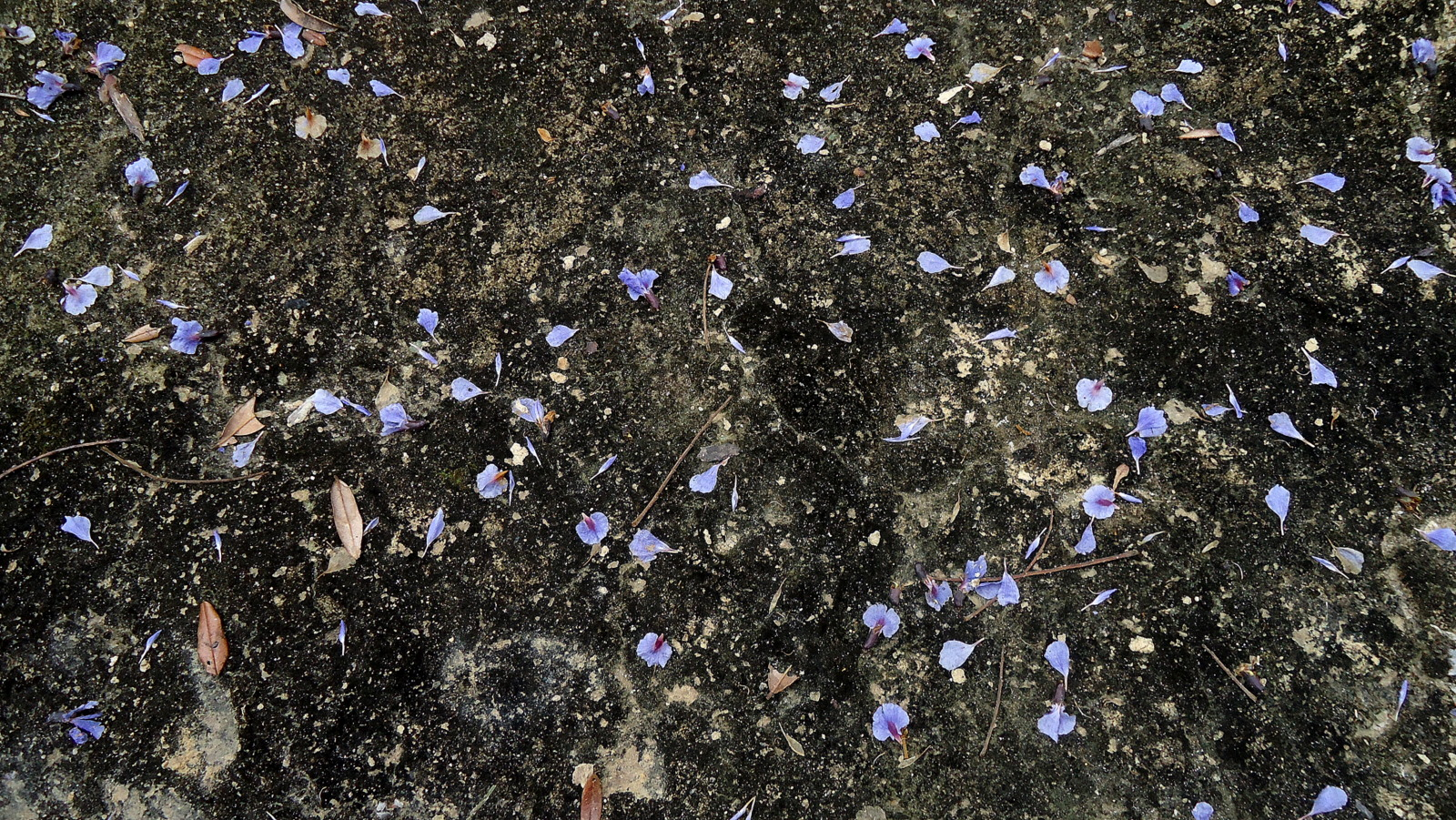
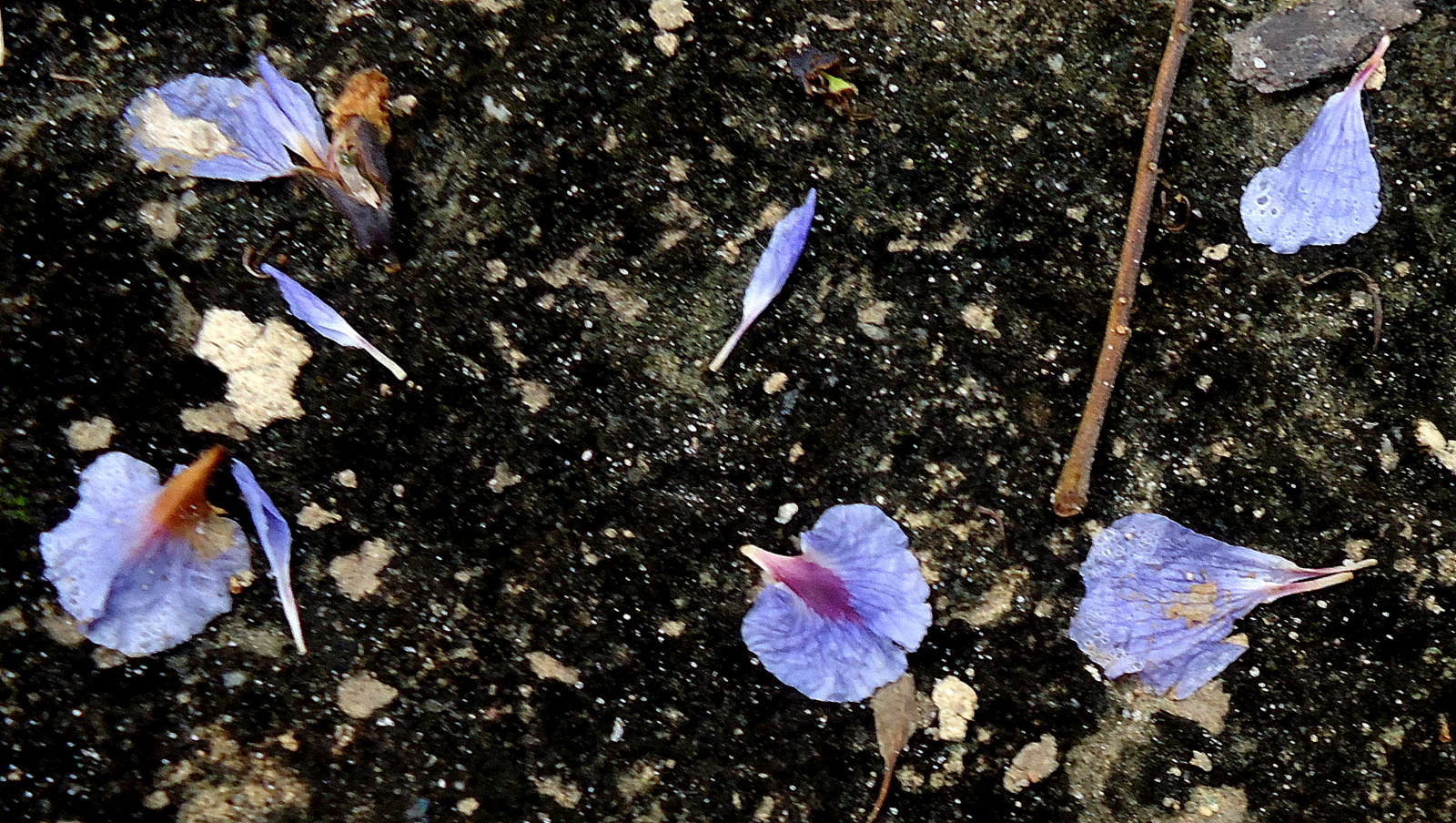